# Kampong Chhnang

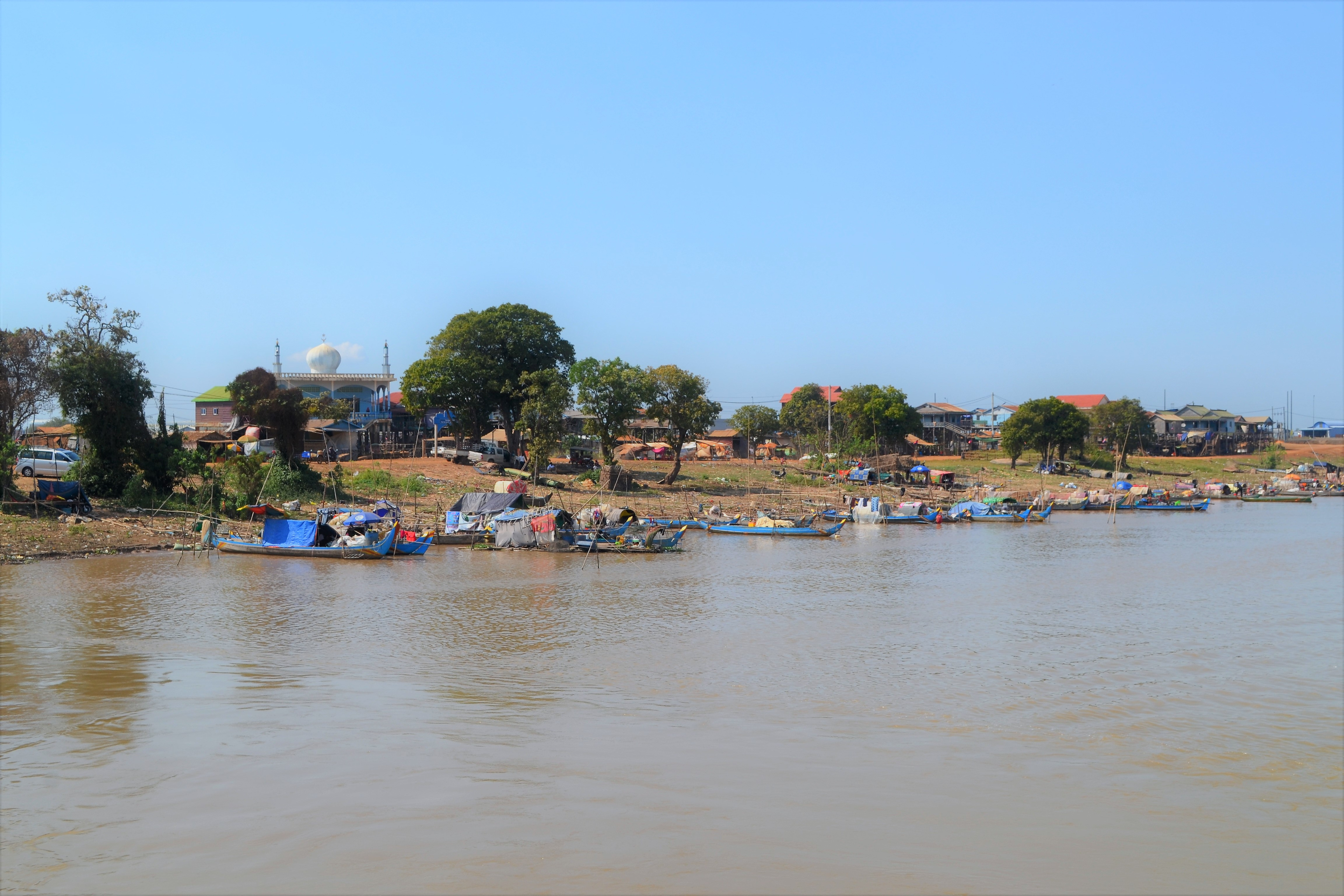
Casas flutuantes em Kampong Chhnang, um modo de vida tradicional no centro do Camboja.

Kampong Chhnang é uma província situada no centro do Camboja, a cerca de 90 km a noroeste da capital Phnom Penh. O seu nome, que se traduz por “porto da cerâmica”, remete para uma das principais tradições artesanais da região: a produção de cerâmica manual, que remonta a séculos. Esta arte continua viva nas aldeias locais, onde muitos habitantes moldam e cozem o barro de forma tradicional, usando técnicas passadas de geração em geração.
A cidade de Kampong Chhnang, capital da província, está localizada junto ao rio Tonlé Sap, um dos mais importantes do país, que desempenha um papel vital no quotidiano da população. Durante a estação das chuvas, o rio inunda as planícies circundantes, fertilizando os campos e criando um ecossistema rico e propício à agricultura e à pesca. Nesta altura do ano, grande parte da vida local adapta-se à água, com comunidades inteiras a viverem em casas flutuantes que se deslocam conforme o nível do rio. Estas habitações, geralmente simples e feitas de madeira e metal, fazem parte do cenário característico da região e são habitadas por uma população diversa, incluindo minorias étnicas como os vietnamitas cambojanos.
A economia de Kampong Chhnang baseia-se sobretudo na agricultura, especialmente na produção de arroz, e na pesca artesanal, ambas favorecidas pela proximidade ao Tonlé Sap e ao lago homónimo, o maior de água doce do Sudeste Asiático. A cerâmica tradicional constitui também uma importante atividade económica, atraindo turistas e investigadores interessados no património cultural cambojano.
Do ponto de vista paisagístico, a província combina planícies agrícolas verdejantes, aldeias rurais e zonas ribeirinhas de grande beleza. Kampong Chhnang é também uma porta de entrada para explorar o lago Tonlé Sap, com as suas aldeias flutuantes e biodiversidade rica, que inclui aves migratórias, peixes e uma vegetação exuberante.
Apesar de ainda relativamente pouco explorada pelo turismo de massas, Kampong Chhnang oferece uma experiência autêntica e profunda da vida rural cambojana, onde a tradição, a natureza e a resiliência das comunidades ribeirinhas continuam a moldar o quotidiano.

## Geografia
Esta província tem uma geografia variada, marcada pela interação entre terrenos baixos e áreas de grandes corpos de água. A sua localização é estratégica, na confluência entre o rio Tonlé Sap e as suas vastas zonas de alagamento, o que a torna um ponto essencial para a pesca e a agricultura da região.
Kampong Chhnang é predominantemente uma planície fluvial, o que lhe confere uma topografia relativamente plana, com áreas de terreno alagado durante a estação das chuvas. Durante esse período, o rio Tonlé Sap e o lago Tonlé Sap — o maior lago de água doce do Sudeste Asiático — alagam vastas extensões de terra, criando um ecossistema único de pântanos e zonas de água doce. A elevação das águas também permite que o solo da região seja altamente fértil, o que favorece a agricultura, particularmente a produção de arroz.
As margens do Tonlé Sap, que atravessa a província, são dominadas por áreas de vegetação exuberante e campos de arroz, enquanto as zonas mais elevadas, que não são inundadas, apresentam uma vegetação mais seca e aberta. A região tem uma grande biodiversidade devido a esta variedade de habitats, incluindo recifes de mangue, florestas ribeirinhas e uma grande diversidade de fauna aquática, como peixes e aves migratórias.
Além disso, a província inclui uma série de pequenas colinas e montanhas dispersas, especialmente a leste e a norte, que se destacam como pontos mais elevados dentro da planície. Algumas dessas áreas são usadas para a mineração de sal e outras atividades económicas, enquanto outras ainda conservam áreas naturais e pequenas aldeias rurais.
A presença do lago Tonlé Sap e a sua interação com os rios da região tornam a geografia de Kampong Chhnang essencialmente aquática, com várias aldeias flutuantes e comunidades que dependem das mudanças sazonais de água para as suas atividades diárias. A vida na província está intimamente ligada ao ritmo das águas, o que influencia tanto a economia quanto as práticas culturais da região.

## Transportes
A cidade pode ser acessada pela Rodovia Nacional 5 e é servida pelo Aeroporto de Kampong Chhnang.